# Пінілья-де-Хадраке
Пінілья-де-Хадраке (ісп. Pinilla de Jadraque) — муніципалітет в Іспанії, у складі автономної спільноти Кастилія-Ла-Манча, у провінції Гвадалахара. Населення — 64 особи (2010).
Муніципалітет розташований на відстані близько 95 км на північний схід від Мадрида, 47 км на північний схід від Гвадалахари.

## Демографія
Динаміка населення (INE ):

## Галерея зображень

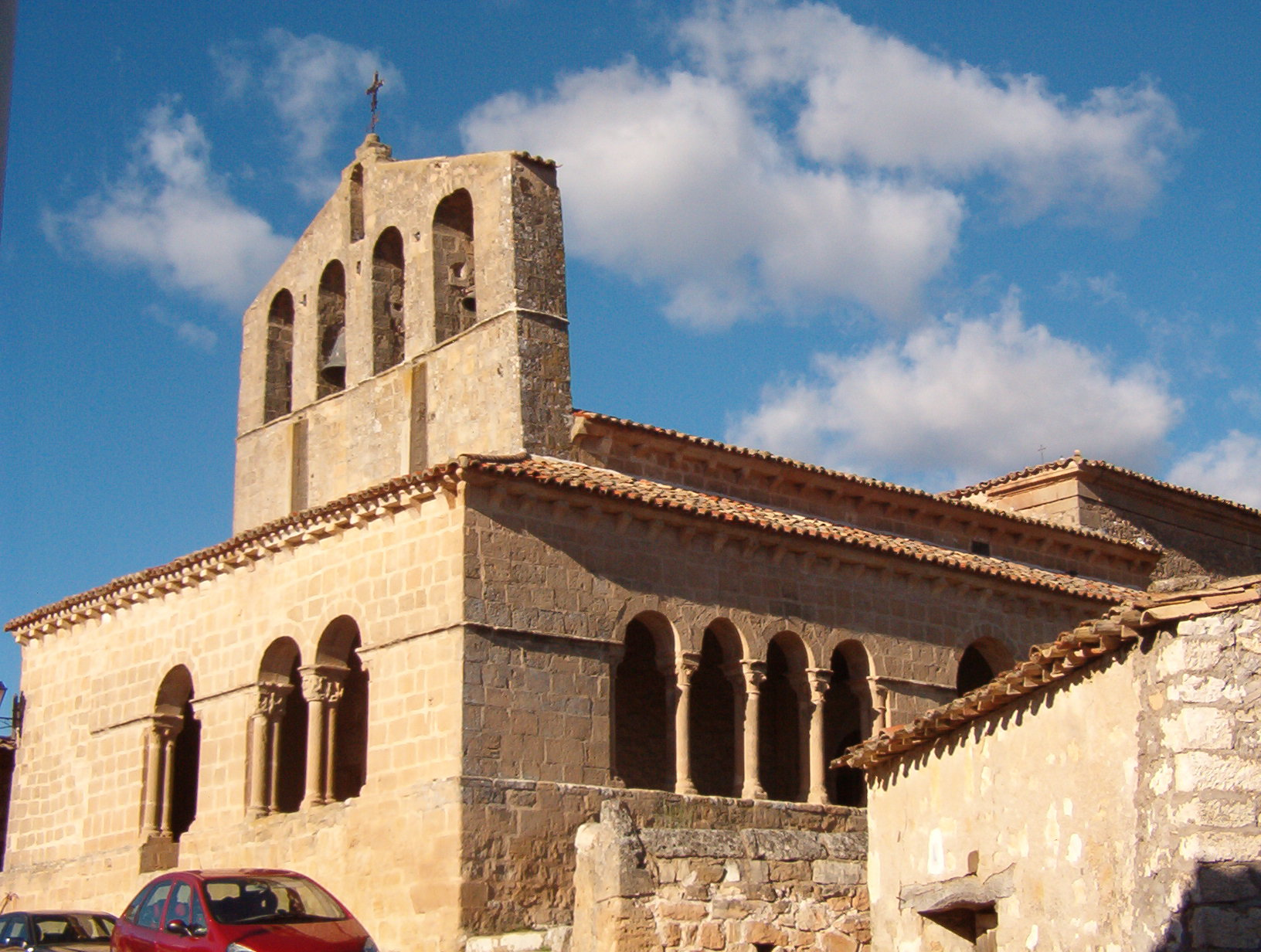
Церква Ла-Асунсьйон, Пінілья-де-Хадраке